# Farma mrtvol

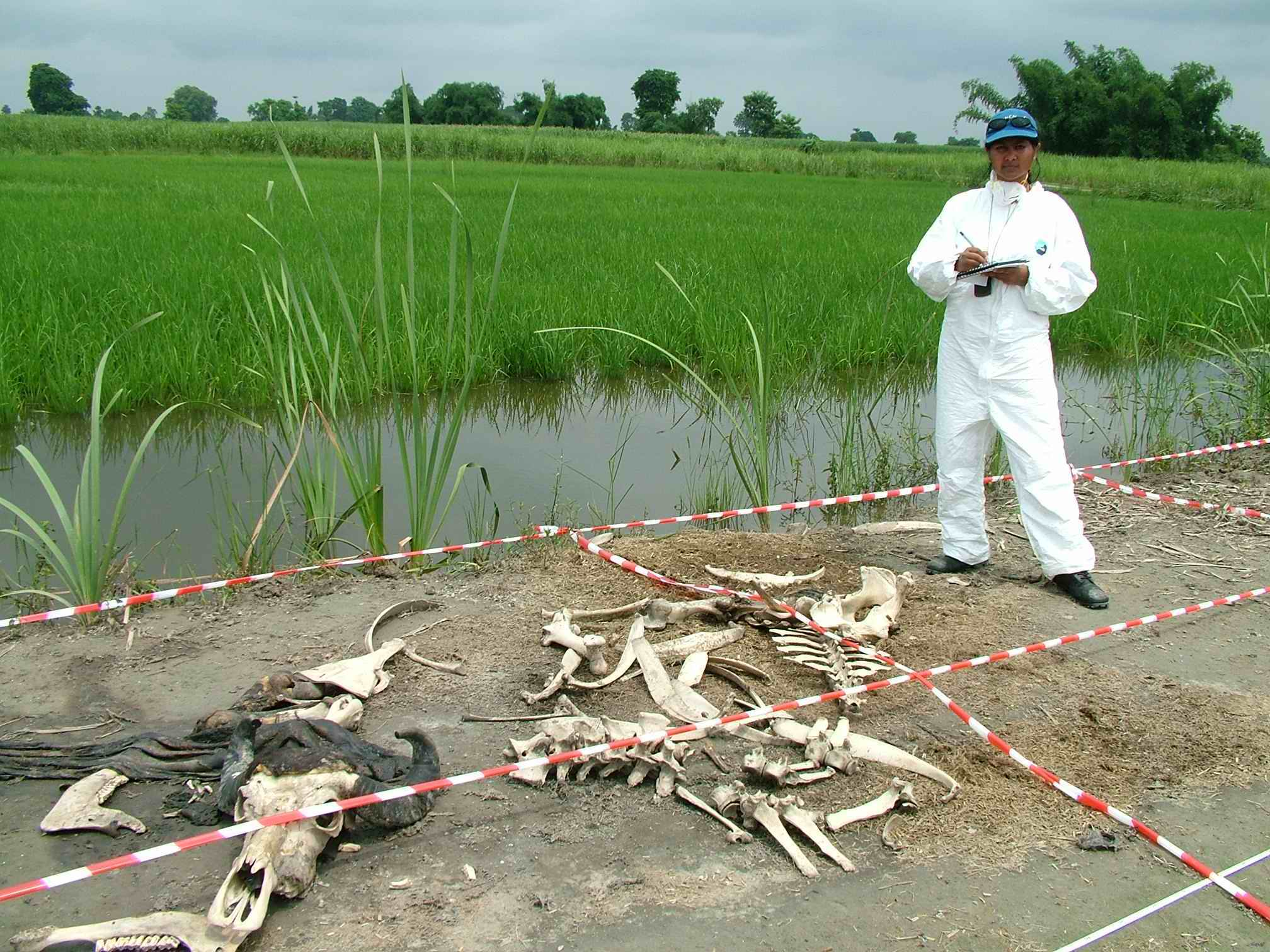
Pozorování dekompozice skotu v Indii v obdobném výzkumném zařízení

Farma mrtvol (anglicky: Body farm, doslova „farma těl“) někdy též kadáverna (z anglického Cadaver Decomposition Research, tj. „Výzkum dekompozice kadáverů“), či zkráceně neoficiálně farma, je výzkumné zařízení, kde je vědecky zkoumána lidská dekompozice (rozklad) za přispění nejrůznějších faktorů (hmyz, voda atp.).

## Popis
Cílem je získat lepší povědomí o dekompozičním procesu, které by umožnilo rozvoj technik pro získání informací (jako je například doba či okolnosti úmrtí) z lidských ostatků. Výzkum v těchto zařízeních je obzvláště důležitý pro forenzní antropologii a příbuzné vědní disciplíny a získané poznatky lze využít pro potřeby soudních orgánů, lékařských vyšetření či vyšetřování místa trestného činu. Ve Spojených státech existují k roku 2009 tři takováto zařízení, z nichž největší patří Texaské státní univerzitě. Vůbec první farmu mrtvol založil v 80. letech profesor William Bass na Univerzitě Tennessee.
Každé z těl ve farmě mrtvol je evidováno a vědecky zkoumáno. Těla jsou ponechána v různém stavu; některá leží na volném prostranství, jiná jsou ponořená ve vodě, další zakopaná v mělkých hrobech, pověšená na stromě či zavřená v automobilu. Na výzkumu se podílí i forenzní entomologové, kteří zkoumají vývojová stádia hmyzu v jednotlivých tělech. Těla pro výzkum jsou získávána různě. Naprostá většina z nich pochází od dárců, kteří se rozhodli, aby jejich tělo po smrti posloužilo vědě.
Na celém světě se nachází celkem tři takovéto farmy, všechny ve Spojených státech. V Indii existuje obdobné zařízení sledující dekompozici zvířat; v plánu je zařízení i pro lidské mrtvoly.

## V kultuře
Farma mrtvol se objevila například ve druhé řadě americkém seriálu Kriminálka Las Vegas v epizodě „Burden of Proof“.
Farma mrtvol je ústředním motivem jednoho z dílů seriálu Sběratelé kostí. Konkrétně 17. epizody 6. řady „The Feet on the Beach“.